# 1949-es magyar birkózóbajnokság
Az 1949-es magyar birkózóbajnokság a negyvenkettedik magyar bajnokság volt. A kötöttfogású bajnokságot november 6-án, a szabadfogású bajnokságot pedig november 20-án rendezték meg, mindkettőt Budapesten, a Nemzeti Sportcsarnokban.

## Eredmények

### Férfi kötöttfogás
| Versenyszám  | Arany                             | Arany | Ezüst                              | Ezüst | Bronz                            | Bronz |
| ------------ | --------------------------------- | ----- | ---------------------------------- | ----- | -------------------------------- | ----- |
| Lepkesúly    | Szilágyi Gyula Bp. Lokomotív      |       | Munkácsi András Szolnoki Lokomotív |       | Deli Lajos Debreceni Lokomotív   |       |
| Légsúly      | Bencze Lajos Újpesti TE           |       | Kenéz Béla Ceglédi VSK             |       | Méhész Mihály Angyalföldi VSE    |       |
| Pehelysúly   | Polónyi István Szolnoki Lokomotív |       | Balogh Gyula Salgótarjáni Vasas    |       | Sándor Mihály Pécsi Lokomotív    |       |
| Könnyűsúly   | Gál József Ceglédi VSK            |       | Tóth Gyula Postás SE               |       | Garaczi Sándor Kecskeméti SZTE   |       |
| Váltósúly    | Szilvásy Miklós ÉDOSZ SE          |       | Fecske Béla ÉDOSZ SE               |       | Ábrahám Gyula Csepeli MTK        |       |
| Középsúly    | Czuczi Imre Csepeli MTK           |       | Zaka Zoltán ÉDOSZ SE               |       | Kendi József Debreceni Lokomotív |       |
| Félnehézsúly | Növényi Norbert ÉDOSZ SE          |       | Reznák János Ceglédi VSK           |       | Rajnai Gyula Postás SE           |       |
| Nehézsúly    | Soltész László Ceglédi VSK        |       | Bóbis Gyula Bp. Lokomotív          |       | Bakk József Bp. Lokomotív        |       |

### Férfi szabadfogás
| Versenyszám  | Arany                            | Arany | Ezüst                            | Ezüst | Bronz                               | Bronz |
| ------------ | -------------------------------- | ----- | -------------------------------- | ----- | ----------------------------------- | ----- |
| Lepkesúly    | Szilágyi Gyula Bp. Lokomotív     |       | Deli Lajos Debreceni Lokomotív   |       | Veréb Andor Diósgyőri Vasas         |       |
| Légsúly      | Bencze Lajos Újpesti TE          |       | Sümegi István ÉDOSZ SE           |       | Hegedüs Ferenc Bp. Lokomotív        |       |
| Pehelysúly   | Sipos László Debreceni Lokomotív |       | Garaczi Sándor Kecskeméti SZTE   |       | Várnagy Zoltán Vasas SC             |       |
| Könnyűsúly   | Fejes Ferenc Diósgyőri Vasas     |       | Széll Dezső Bp. Lokomotív        |       | Tóth István Dunakeszi VSK           |       |
| Váltósúly    | Kinizsi Rudolf ÉDOSZ SE          |       | Fecske Béla ÉDOSZ SE             |       | Győrfalvi Gyula Debreceni Lokomotív |       |
| Középsúly    | Gurics György Ganz TE            |       | Németi Gyula Debreceni Lokomotív |       | Benő Gyula ÉDOSZ SE                 |       |
| Félnehézsúly | Kovács Gyula Bp. Lokomotív       |       | Növényi Norbert ÉDOSZ SE         |       | Mángó Andor ÉDOSZ SE                |       |
| Nehézsúly    | Bóbis Gyula Bp. Lokomotív        |       | Soltész László Ceglédi VSK       |       | Bakk József Bp. Lokomotív           |       |